# Saturnia trafvenfelti
Saturnia trafvenfelti är en fjärilsart som beskrevs av Felix Bryk 1948. Saturnia trafvenfelti ingår i släktet Saturnia och familjen påfågelsspinnare. Inga underarter finns listade.